# Albert von Berrer
Albert von Berrer (Unterkochen, 8 settembre 1857 – San Gottardo, 28 ottobre 1917) è stato un generale tedesco.

## Biografia
Albert von Berrer, dopo il ginnasio ad Heilbronn ed il liceo a Stoccarda, seguì le orme di due suoi fratelli intraprendendo la carriera militare. Si arruolò volontario nel Reggimento Granatieri "Konigin Olga" a Stoccarda da dove uscì promosso sottotenente nel 1876. Allo scoppio della Prima guerra mondiale fu tenente generale della 31. Division di fanteria destinata al settore lorenese, inquadrata nel XXI Corpo della VI armata del principe ereditario Rupprecht di Baviera. I suoi primi scontri avvennero sul Fronte orientale, nel febbraio del 1915, durante la Seconda battaglia dei laghi Masuri. Nel 1916 fu al comando del XXI Corpo d’armata in aiuto agli austro-ungarici, impegnato a contrastare l’Offensiva Brusilov, mentre nell’estate del 1917 si distinse durante l'Offensiva Kerenskij, venendo così insignito della Pour le Mérite, massima onorificenza militare imperiale. Nell’ottobre dello stesso anno fece parte del corpo di spedizione germanico inviato a sostegno degli austriaci sul fronte italiano. Si tratta della XIV Armata del generale Otto von Below, composta da quattro Corpi d’armata per un totale di 6 divisioni tedesche e 8 austroungariche(3 in riserva). Von Berrer era al comando del 51º Corpo d’armata, composto dalla 26ª Divisione di fanteria del Wurttemberg e dalla 200ª (prussiana) divisione Jäger.

## Morte
Il 28 ottobre 1917, nel pieno della Battaglia di Caporetto, l'automobile con Berrer e la sua scorta giunse a San Gottardo, località nei sobborghi di Udine, la quale appariva deserta e, a giudizio di Berrer, già conquistata dai tedeschi. Improvvisamente la macchina si trovò il passo sbarrato da militari italiani, sbucati dal gomito della strada. Gli italiani, secondo i tedeschi, erano una mezza compagnia, circa sessanta. Gli autisti, sbigottiti, arrestarono il mezzo e gli italiani aprirono il fuoco. Subito Von Berrer venne colpito ad una spalla, ma il generale senza perdere il suo sangue freddo ordinò “Tutti fuori! Mano alle pistole! Sparate!”. Gli occupanti uscirono ed iniziarono a rispondere al fuoco, mentre gli autisti terrorizzati tentavano di riavviare l'auto per disimpegnarsi dallo scontro. Il capitano Boeszoermeny, colpito, cadde subito nel fosso. Von Berrer tentò di scuoterlo ma l'ufficiale era ormai morto. Nel frattempo anche il generale venne colpito a morte. Un altro ufficiale, Von Graevenitz, aveva vanamente tentato di difenderlo. Nel frattempo, vista l'impossibilità di manovrare sotto la pioggia di proiettili, gli autisti abbandonarono il veicolo. Von Graevenitz, rimasto poi solo, si gettò dietro l'auto usandola come copertura e poi corse verso le case ma, senza rendersene conto, venne aggredito alle spalle e immobilizzato da un soldato italiano. Ferito e fatto prigioniero, si unì alle colonne in ritirata. Gli autisti invece furono più fortunati; nonostante uno sia rimasto ferito riuscirono a raggiungere Remanzacco dove informarono dell'accaduto il maggiore Vender. Circa un'ora e dieci minuti dopo l'agguato, gli Jäger della 6ª occuparono San Gottardo, ormai di fatto disabitato. Lo spettacolo fu una macchina crivellata da diciassette fori di proiettile e i corpi dei due ufficiali spogliati di ogni avere, compresi i distintivi dei gradi. A constatare il ritrovamento fu il figlio ventenne del generale, il luogotenente dei dragoni Wanhart. Le salme vennero trasportate a Cividale e tumulate il 22 novembre. Von Berrer venne poi riesumato e il 22 dicembre sepolto al Pragfriedhof nella sua Stoccarda con una solenne cerimonia alla quale parteciperà anche il re Guglielmo II di Württemberg.
Inizialmente si diffuse la voce che l'attacco fosse stato effettuato dai Carabinieri, ma successivamente, in seguito a un'intervista al sergente bersagliere Giuseppe Morini, emerse che era stato merito dei Bersaglieri. Verrà precisato dagli intervistati che gli italiani non erano sessanta come affermarono i tedeschi, ma solo una manciata.